# Muhammed Damar
Muhammed Mehmet Damar (Berlino, 9 aprile 2004) è un calciatore tedesco, centrocampista dell'Elversberg in prestito dall'Hoffenheim.

## Carriera

### Club
Cresciuto nei settori giovanili di Schöneberg, Hertha Zehlendorf, Hertha Berlino ed Eintracht Francoforte, il 10 agosto 2022 viene acquistato dall'Hoffenheim, con cui firma il suo primo contratto da professionista, valido fino al 2026. Ha esordito in prima squadra il 6 agosto seguente, in occasione dell'incontro di Bundesliga perso per 3-1 contro il Borussia M'gladbach, subentrando nei minuti finali a Christoph Baumgartner.

### Nazionale
Ha giocato nelle nazionali giovanili tedesche Under-18, Under-19 ed Under-20.

## Statistiche

### Presenze e reti nei club
Statistiche aggiornate al 22 novembre 2022.
| Stagione        | Squadra         | Campionato      | Campionato | Campionato | Coppe nazionali | Coppe nazionali | Coppe nazionali | Coppe continentali | Coppe continentali | Coppe continentali | Altre coppe | Altre coppe | Altre coppe | Totale | Totale |
| Stagione        | Squadra         | Comp            | Pres       | Reti       | Comp            | Pres            | Reti            | Comp               | Pres               | Reti               | Comp        | Pres        | Reti        | Pres   | Reti   |
| --------------- | --------------- | --------------- | ---------- | ---------- | --------------- | --------------- | --------------- | ------------------ | ------------------ | ------------------ | ----------- | ----------- | ----------- | ------ | ------ |
| 2022-2023       | Hoffenheim II   | RL              | 8          | 1          |                 | -               | -               |                    | -                  | -                  |             | -           | -           | 8      | 1      |
| 2022-2023       | Hoffenheim      | BL              | 4          | 0          | CG              | 0               | 0               |                    | -                  | -                  |             | -           | -           | 4      | 0      |
| Totale carriera | Totale carriera | Totale carriera | 12         | 1          |                 | 0               | 0               |                    | -                  | -                  |             | -           | -           | 12     | 1      |